# Broward Center for the Performing Arts
| Broward Center for the Performing Arts |                           |
|                                        |                           |
| Ort                                    | Fort Lauderdale (Florida) |
| Eröffnung                              | 1991                      |
| Architekt                              | Benjamin Thompson         |

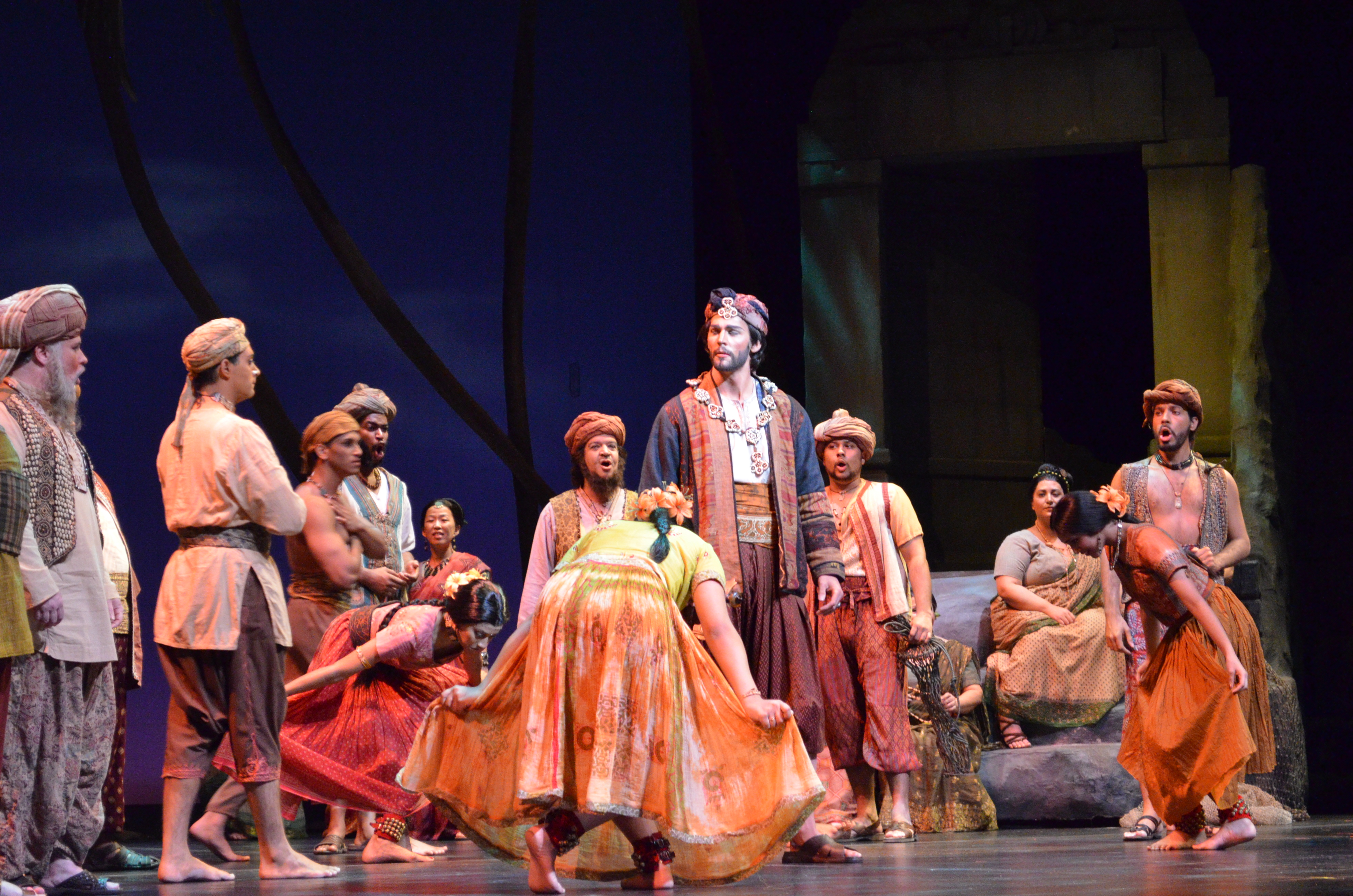
Szene aus Die Perlenfischer, 2015

Das Broward Center for the Performing Arts ist ein von dem Architekten Benjamin Thompson 1991 geschaffenes Kulturzentrum in Fort Lauderdale in Florida in den USA. Es befindet sich im Zentrum der Stadt am New River, zählt zu den meistbesuchten Theatern der Welt und bietet mehr als 700 Aufführungen in mehreren Sälen im Jahr mit einer Anzahl von 700.000 Besuchern.

## Geschichte
Die in den 1940er und 1960er Jahren gebauten Kulturstätten in Fort Lauderdale entsprachen nicht mehr den Anforderungen moderner Theater. In den frühen 1980er Jahren kamen Regierungsvertreter und private Investoren zusammen, um über den Bau eines neuen Veranstaltungszentrums für darstellende Künste zu beraten. Der amerikanische Architekt Benjamin Thompson wurde mit der Ausführung beauftragt und das Broward Center for the Performing Arts wurde am 26. Februar 1991 mit einer Aufführung des Musicals Das Phantom der Oper eröffnet. In den Jahren 2012 bis 2014 wurde das Theater auf den aktuellen Stand der Technik modernisiert und es wurden weitere Spielstätten hinzugefügt.

## Ausstattung und Veranstaltungssäle
Im Broward Center for the Performing Arts werden Broadway-Musicals, Opern, Ballette, Theateraufführungen, Konzerte, multikulturelle Veranstaltungen, Vorträge und Workshops veranstaltet. Es bietet eines der größten Programme für Kunsterziehung sowie für künstlerische Bildung und Wissenschaft in den USA und bildet jährlich mehr als 150.000 Studenten aus. Das Kulturzentrum enthält fünf Säle für Veranstaltungen, die teilweise parallel ablaufen.

### Au-Rene Theatre
Im Au-Rene Theatre befindet sich der Saal, in dem die größeren Veranstaltungen stattfinden. Dieser Theaterraum bietet Platz für 2658 Personen und ist in Parkett, ersten Rang (Mezzanin) und zweiten Rang (Balkon) unterteilt. Es werden im Wesentlichen Musicals, beispielsweise Der König der Löwen oder Chicago, Konzerte internationaler Orchester oder Opernaufführungen geboten. Im März 2015 gastierte beispielsweise die Florida Grand Opera mit Aufführungen von Bizets Oper Die Perlenfischer.

### Amaturo-Theater
Das Amaturo Theatre ist mit 582 Plätzen ausgestattet. Es veranstaltet dramatische Theaterstücke, Filmvorführungen, Chor- und Jazzkonzerte sowie Darbietungen mit Tanz- und Musikgruppen. Es werden außerdem Kinder- und Amateurauftritte durchgeführt. Der Saal ist auch für die Veranstaltung von Seminaren und Konferenzen geeignet.

### Abdo New River Room
Der Abdo New River Room ist ein Raum, der in der Regel für Bankettveranstaltungen und offizielle Konferenzen verwendet wird. Seine Kapazität hängt weitgehend von der Anordnung des Raumes ab. Im Standardformat für ein Kabarett oder ein Dinnertheater finden etwa 160 Personen Platz. Darüber hinaus kann es für private Veranstaltungen wie Empfänge, Bankette oder Hochzeiten für bis zu 200 Personen angemietet werden.

### Parker Playhouse(The Parker)
Das Parker Playhouse (The Parker) ist mit einer klassischen Bühne ausgestattet und bietet Platz für 1147 Besucher. Es werden Multi-Genre-Auftritte, Comedy- und Tanzshows, Instrumentalkonzerte und Schauspiele veranstaltet. Das Theater war beispielsweise Schauplatz für Veranstaltungen mit bedeutenden Gaststars wie Elizabeth Taylor oder Judy Collins.

### Rose and Alfred Miniaci Performing Arts Center
Der Kulturraum Rose und Alfred Miniaci Performing Arts Center bietet 498 Sitze für Zuschauer auf zwei Ebenen (Parterre 399, Balkon 99 Sitze) und ist mit besonderen Akustik- und Beleuchtungssystemen ausgestattet. Es werden verschiedene Unternehmertreffen sowie Vorlesungskurse speziell für Kinder veranstaltet.
Neben den fünf Hauptsälen gibt es im Broward Center for the Performing Arts eine Reihe von Garderoben, Ankleide- und Schminkräume, Probenräume, sanitäre Einrichtungen, Cafés und Restaurants sowie ein Media Center.